# Wohn- und Geschäftshaus Bergstraße 11
Das Wohn- und Geschäftshaus Bergstraße 11, zentral in der niedersächsischen Gemeinde Worpswede, wurde am Anfang des 20. Jahrhunderts gebaut. Aktuell (2025) wird es u. a. zum Wohnen und als Café Central genutzt.
Das Gebäude steht unter Denkmalschutz (siehe auch Liste der Baudenkmale in Worpswede).

## Geschichte und Beschreibung
Das eingeschossige verputzte gelbe Gebäude mit verschiedenen Dachformen in Kremp-, Falzziegel und Biberschwanzdeckung, wurde 1910 nach Plänen von Alfred Schulze für die Künstlerinnen Sophie Wencke (1874–1963) und Clara Wencke gebaut. Der sparsam gestaltete Bau wurde im Stil der Reformarchitektur mit funktional unterschiedenen Bereichen (Wohntrakt, Laden, Atelier) in freier Gruppierung gestaltet mit räumlich differenzierten Baukörpern.
Das Landesdenkmalamt befand u. a.: „… straßen- und ortsbildprägender Zeugniswert …“